# Spetses
Spetses (tiếng Hy Lạp: ?) là một khu tự quản ở vùng Attiki, Hy Lạp. Khu tự quản Spetses có diện tích 27 km², dân số theo điều tra ngày 18 tháng 3 năm 2001 là 3780 người.